# The Hound of the Baskervilles (série télévisée)
The Hound of the Baskervilles est une mini-série britannique en 4 parties de 30 minutes, inspirée de l'œuvre d'Arthur Conan Doyle, diffusée du 3 au 24 octobre 1982 sur la BBC.
Cette série est inédite dans tous les pays francophones.

## Synopsis
Sherlock Holmes et le docteur Watson enquêtent sur les menaces qui pèsent sur l'héritier des Baskerville.

## Fiche technique
- Titre original : The Hound of the Baskervilles
- Réalisation : Peter Duguid
- Scénario : Alexander Baron
- Direction artistique : Geoffrey Nawn, Chris Rugg
- Décors : Michael Edwards
- Costumes : Joyce Hawkins
- Montage : Nigel Pardoe-Matthews
- Musique : Carl Davis
- Production : Barry Letts
- Société de production : BBC Pebble Mill
- Société de distribution : BBC
- Pays d'origine :  Royaume-Uni
- Langue : anglais
- Format : Couleur - 1,33:1 - Mono
- Genre : policier
- Date de sortie :  Royaume-Uni : du 3 octobre 1982 (1re partie) au 24 octobre 1982 (4e partie)

## Distribution
- Tom Baker : Sherlock Holmes
- Terence Rigby : Docteur Watson
- Will Knightley : Docteur Mortimer
- Nicholas Woodeson : Sir Henry Baskerville
- Morris Perry (en) : Barrymore
- Gillian Martell : Mrs Barrymore
- Kay Adshead : Beryl Stapleton
- Christopher Ravenscroft (en) : Stapleton
- Michael Goldie (en) : Selden
- Caroline John : Laura Lyons